# مشغل الوسائط في إل سي
مشغّل الوسائط في‌إل‌سي (بالإنجليزية: VLC media player) هو مُشغّل وسائط حُر ومفتوح المصدر، يُشغل مُختلف صيغ الصوت والفيديو وأقراص الدي في دي ويدعم مختلف برتوكولات البث الحي، ويستطيع هذا البرنامج أيضا أن يُستخدم كخادم للاتصالات الحية أو الوسائط المتعددة في آي بي في4 وآي بي في6.

## تاريخ البرنامج
بدأ البرنامج عام 1999 من فريق فيديولان وكان من تأليف طلبة مدرسة الهندسة في فرنسا ثم طور فيما بعد في أكثر من 20 دولة، هذا البرنامج هو تحت رخصة جنو العمومية ويمكن نشره مجانا.

## نسخة الأندرويد
بدأ العمل على «في‌إل‌سي» لنظام أندرويد في مايو 2012، وأصبح متاحاً على متجر جوجل بلاي في 8 ديسمبر 2014.

## وصلات خارجية
- الموقع الرسمي
- مشغل الوسائط في إل سي على موقع Open Hub (الإنجليزية)
- مشغل الوسائط في إل سي على موقع Open Hub (الإنجليزية)
- مشغل الوسائط في إل سي على موقع Free Software Directory (الإنجليزية)
- مشغل الوسائط في إل سي على موقع Framasoft (الفرنسية)
- مشغل الوسائط في إل سي على موقع Google Play (الإنجليزية)